# Калера-де-Танго
Калера-де-Танго  (ісп. Calera de Tango; інша назва — Бахос-де-Сан-Агустин) — місто в Чилі. Адміністративний центр однойменної комуни. Населення міста — 6511 осіб (2002). Місто і комуна входить до складу провінції Майпо та Столичного регіону.
Територія — 73,3 км². Чисельність населення — 25 392 мешканців (2017). Щільність населення — 346,4 чол./км².

## Розташування
Місто розташоване за 27 км на південний захід від столиці Чилі міста Сантьяго.
Комуна межує:
- на півночі — з провінцією Сантьяго
- на сході — з комуною Сан-Бернардо
- на південному заході — з комуною Талаганте
- на північному заході — з комунами Падре-Уртадо, Пеньяфлор